# Gyulakeszi, Veszprém
Gyulakeszi  este un sat în districtul Tapolca, județul Veszprém, Ungaria, având o populație de 701 locuitori (2011). 

## Demografie
Componența etnică a satului Gyulakeszi
     Maghiari (95,22%)
     Romi (2,8%)
     Germani (1,98%)
Componența confesională a satului Gyulakeszi
     Romano-catolici (66,9%)
     Fără religie (4,71%)
     Reformați (2,43%)
     Necunoscută (25,96%)
     Alte religii (0,57%)
Conform recensământului din 2011, satul Gyulakeszi avea 701 locuitori. Din punct de vedere etnic, majoritatea locuitorilor (95,22%) erau maghiari, existând și minorități de romi (2,8%) și germani (1,98%).  Din punct de vedere confesional, majoritatea locuitorilor (66,9%) erau romano-catolici, existând și minorități de persoane fără religie (4,71%) și reformați (2,43%). Pentru 25,96% din locuitori nu este cunoscută apartenența confesională.